# Haven 3 (Rottevalle)

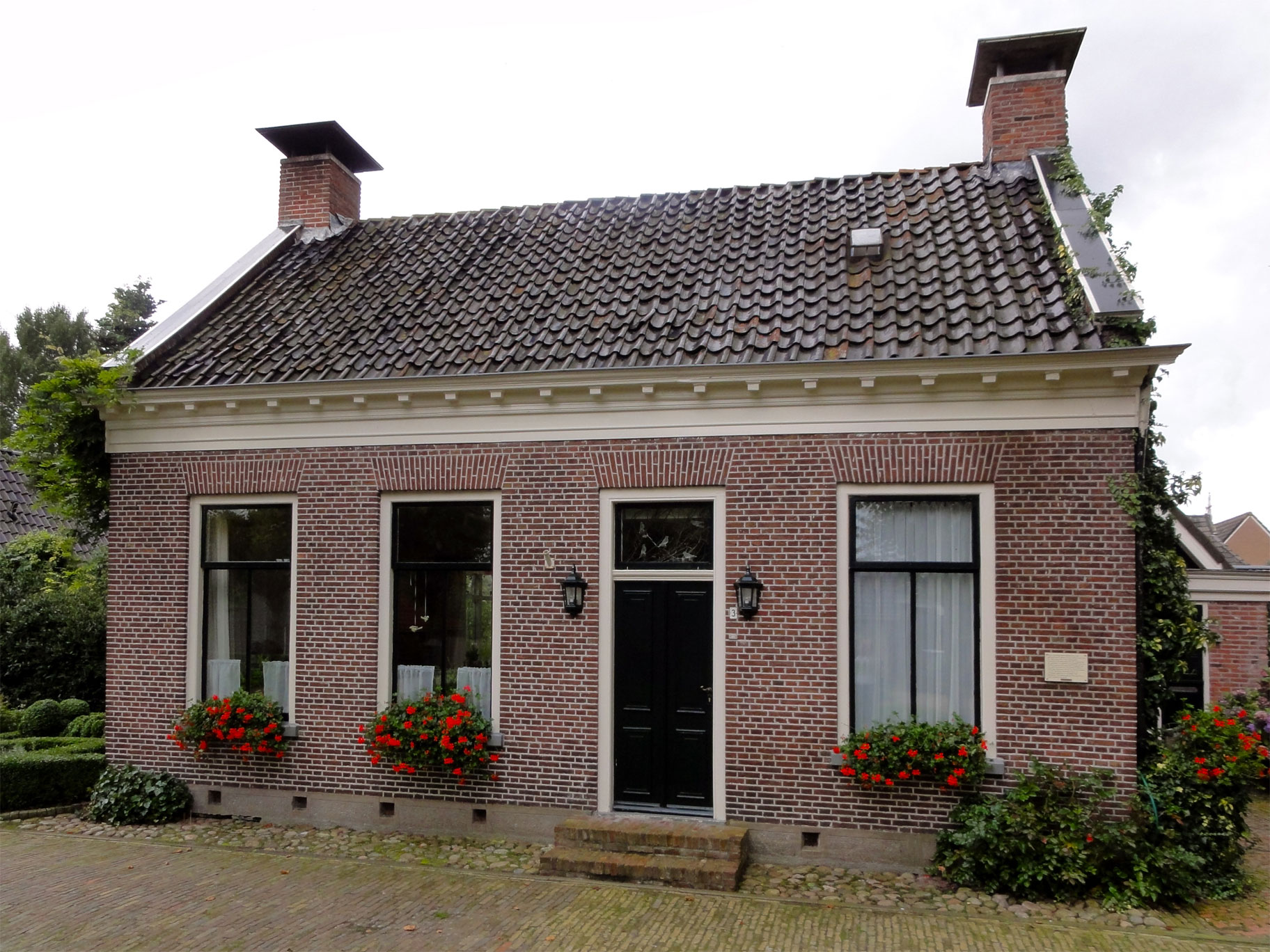
Dwarshuisboerderij aan de Haven 3 te Rottevalle

De dwarshuisboerderij aan de Haven 3 in Rottevalle in de Nederlandse provincie Friesland is een monumentale boerderij.

## Geschiedenis
De boerderij dateert uit het begin van de 19e eeuw en stond toen aan de nog niet gedempte Lits aan de Haven in Rottevalle. Het woongedeelte van de boerderij bevond zich aan de havenzijde en was verbonden met de achterliggende schuur, die inmiddels is gesloopt. Sinds 1968 wordt er geen boerenbedrijf meer in het pand uitgeoefend. Het voorhuis heeft een zadeldak met twee schoorstenen op de hoekpunten. Over de gehele lengte van het voorhuis loopt een geblokte sierlijst. Het gebouw is erkend als een rijksmonument.